# Dirk van Laak
Dirk van Laak (* 19. April 1961 in Dinslaken) ist ein deutscher Historiker und Hochschullehrer an der Universität Leipzig.

## Leben und Wirken
Dirk van Laak studierte von 1982 bis 1989 Geschichte und Germanistik an der Universität Essen und schloss sein Studium bei Dirk Blasius mit einer Arbeit über die nationalsozialistische Arisierungspolitik im Ruhrgebiet ab. Von 1991 bis 1993 war er wissenschaftlicher Mitarbeiter am damaligen Nordrhein-westfälischen Hauptstaatsarchiv Düsseldorf und bearbeitete dort den Nachlass von Carl Schmitt.
Dirk van Laak wurde 1993 an der Fernuniversität Hagen bei Lutz Niethammer mit einer Studie über Carl Schmitt in der politischen Geistesgeschichte der frühen Bundesrepublik promoviert und nahm zwei Jahre später eine sechsmonatige Gastprofessur an der University of Chicago wahr. Von 1993 bis 2007 war er wissenschaftlicher Angestellter und Assistent an der Friedrich-Schiller-Universität Jena. Im Jahr 2002 habilitierte er sich im Bereich der Neueren und Neuesten Geschichte mit einer Arbeit zur Geschichte der Infrastruktur in Afrika. Ab 2007 hatte er den Lehrstuhl für Zeitgeschichte an der Justus-Liebig-Universität Gießen inne. Seit 2016 lehrt van Laak an der Universität Leipzig als W3-Professor für Geschichte des 19. bis 21. Jahrhunderts. 2014 erhielt er das Opus-Magnum-Stipendium der Volkswagenstiftung. 2024/25 war er Advanced Fellow am Historischen Kolleg in München.
Van Laak war von 2008 bis 2012 Mitglied des Ausschusses im Verband der Historiker und Historikerinnen Deutschlands und von 2012 bis 2020 Mitglied im Fachkollegium Geschichte der Deutschen Forschungsgemeinschaft. Er ist zudem Mitglied der Historischen Kommission für Hessen. Seine Forschungsschwerpunkte liegen auf den Feldern der deutschen, europäischen und globalen Geschichte, der Geistes- und Intellektuellengeschichte sowie der Grenzbereiche zwischen Geschichte und Literatur. Seine Geschichte der modernen Infrastruktur nannte Harald Welzer „ein wunderbares Buch“.

## Schriften (Auswahl)
Monographien
- „Arisierung“ und Judenpolitik im ‚Dritten Reich‘. Zur wirtschaftlichen Ausschaltung der jüdischen Bevölkerung in der rheinisch-westfälischen Industrieregion. Essen, Universität, Examensarbeit, 1988.
- Gespräche in der Sicherheit des Schweigens. Carl Schmitt in der politischen Geistesgeschichte der frühen Bundesrepublik. Akademie-Verlag, Berlin 1993, ISBN 3-05-002444-5 (2., unveränderte Auflage. ebenda 2002, ISBN 3-05-003744-X; zugleich: Hagen, Fernuniversität, Dissertation, 1993).
- mit Ingeborg Villinger: Nachlass Carl Schmitt. Verzeichnis des Bestandes im Nordrhein-Westfälischen Hauptstaatsarchiv (= Veröffentlichungen der staatlichen Archive des Landes Nordrhein-Westfalen. Reihe C: Quellen und Forschungen. Bd. 32). Respublica-Verlag, Siegburg 1993, ISBN 3-87710-158-5.
- Weiße Elefanten. Anspruch und Scheitern technischer Großprojekte im 20. Jahrhundert. Deutsche Verlags-Anstalt, Stuttgart 1999, ISBN 3-421-05185-2.
- Imperiale Infrastruktur. Deutsche Planungen für eine Erschließung Afrikas 1880 bis 1960. Schöningh, Paderborn u. a. 2004, ISBN 3-506-71745-6 (zugleich: Jena, Universität, Habilitations-Schrift, 2001).
- Über alles in der Welt. Deutscher Imperialismus im 19. und 20. Jahrhundert. Beck, München 2005, ISBN 3-406-52824-4.
- Literatur und Geschichte. Eine Beziehungsanalyse. Vergangenheitsverlag, Berlin 2012, ISBN 978-3-86408-080-7.
- mit Maria Paula Diogo: Europeans Globalizing. Mapping, Exploiting, Exchanging. Palgrave Macmillan, Basingstoke 2016, ISBN 978-0-230-27963-6.
- Archäologie des Alltags. Köln und seine Infrastruktur. Greven, Köln 2017, ISBN 978-3-7743-0678-3.
- Alles im Fluss. Die Lebensadern unserer Gesellschaft – Geschichte und Zukunft der Infrastruktur. Fischer, Frankfurt am Main 2018, ISBN 978-3-103-97352-5 (engl. Ausgabe Lifelines of Our Society. A Global History of Infrastructure. Translated by Eric Butler. MIT Press, Cambridge, Mass. u. a. 2023, ISBN 978-0-262-54638-6.)

Herausgeberschaften
- mit Andreas Göbel und Ingeborg Villinger: Metamorphosen des Politischen. Grundfragen politischer Einheitsbildung seit den 20er Jahren. Akademie-Verlag, Berlin 1995, ISBN 3-05-002790-8.
- mit Norbert Frei und Michael Stolleis: Geschichte vor Gericht. Historiker, Richter und die Suche nach Gerechtigkeit (= Beck’sche Reihe. 1355). Beck, München 2000, ISBN 3-406-42155-5.
- Literatur, die Geschichte schrieb. Vandenhoeck & Ruprecht, Göttingen 2011, ISBN 978-3-525-30015-2.
- mit Irene Bandhauer-Schöffmann: Der Linksterrorismus der 1970er-Jahre und die Ordnung der Geschlechter (= Giessen contributions to the study of culture. Nr. 9). Wissenschaftlicher Verlag Trier, Trier 2013, ISBN 978-3-86821-486-4.
- mit Dirk Rose: Schreibtischtäter. Begriff – Geschichte – Typologie. Wallstein, Göttingen 2018, ISBN 978-3-8353-3213-3.
- mit Christoph Cornelißen: Weimar und die Welt. Globale Verflechtungen der ersten deutschen Republik. (= Schriften der Stiftung Reichspräsident-Friedrich-Ebert-Gedenkstätte. Bd. 17) Vandenhoeck & Ruprecht, Göttingen 2020, ISBN 978-3-666-35695-7.
- mit Marian Burchardt: Making Spaces through Infrastructure. Visions, Technologies, and Tensions. (= Dialectics of the Global. Bd. 16), De Gruyter/Oldenbourg, Berlin u. a. 2023, ISBN 978-3-11-119109-6.